# A COMPLETE 〜ALL SINGLES〜
『A COMPLETE 〜ALL SINGLES〜』（エー・コンプリート オール・シングルズ）は、日本の歌手・浜崎あゆみ初の公認オールタイム・ベスト・アルバム（タイトルの頭文字の「A」はロゴ表記）。2008年9月10日にavex traxより発売。

## 解説
本作は2007年発売のベスト・アルバム『A BEST 2』より、約1年7か月振りにリリースされたベスト・アルバム（シングル・コレクション・アルバム）で、デビュー10周年を記念して発売された。
「3枚組CD+DVD」と「3枚組CDのみ」の2形態で発売。ジャケットがそれぞれ異なっている。「3枚組CD+DVD」のみ初回盤限定特典として、BOXケース仕様で、全シングルのジャケットの未公開ショットを収録したフォトブック付きとなっている。
また、タイトル確定後において、公式ホームページから「ベスト・アルバム」という言葉は消され、代わりに「シングル・コレクション・アルバム」という言葉が用いられているが、2019年現在、彼女にとって唯一の「オールタイム・ベスト」の分類に相当する。
Disc 1にはデビューからブレイクするまで最初の怒涛の2年間、Disc 2は勢いを弱めることなく攻め続けた人気絶頂期の3年間、Disc 3にはその後の安定期5年間の軌跡が収録されている。
CDには、1998年4月発売のデビュー・シングル「poker face」から2008年4月発売の43rdシングル「Mirrorcle World」まで10年間に発売された全てのCDシングルからそれぞれ1曲目のみ計43曲を新たにリマスタリングして収録。
そのため、シングルでも複数A面の2曲目以降(「LOVE〜since1999〜」「too late」「Trauma」「End roll」「July 1st」「HANABI」「Greatful days」「HANABI〜episodeⅡ〜」「is this LOVE?」「Pride」「Born to be...」「fated」の計12曲)は収録されていない。また、デジタルシングル「Together When...」も収録されていない。
さらに、11thシングル「appears」、13thシングル「Fly high」、25thシングル「Daybreak」はオリジナルアルバムに収録されたミックスで収録している。また、表記はされていないが、12thシングル「kanariya」はRadio Edit、19thシングル「ℳ」は若干ミックスを変更したものを収録している。
さらに、新曲は一切収録されなかったが、ボーナス・トラックとして、Disc 3に「Who...」を「"10th Anniversary version"」として新たにアレンジ、ボーカルを新録音して収録された。
DVDには、全曲初のDVD化となる25曲のコンサート映像を収録している。2003年にファンクラブ会員限定で開催されたライブハウス・ツアー『Limited TA Live Tour』から10曲、さらに2002年から2007年までのエイベックスの全国ツアーライブ『a-nation』から15曲が収録されている。
2023年7月度レコチョクアワード月間最優秀楽曲賞4位受賞

## チャート成績
2020年4月27日以降、4週連続で順位を上げ、2020年5月18日付オリコン、週間デジタルアルバムランキングで1位を獲得した。また同週、ベスト・アルバム『A BEST』も9位を獲得し、本作との同時トップ10は自身初となる。
2020年上半期デジタルアルバムランキングでは、5位にランクインし
年間ランキング、ダウンロード・アルバム・チャート(ビルボードジャパン)では6位となる。
2021年1月25日付で週間19位を獲得しロングヒットとなる。
2021年8月31日(2021年7月度)に、日本レコード協会よりダウンロード認定で、ゴールド認定された。トリプル・プラチナのアルバム売上枚数の856,670枚と合算すると、累計約956,670枚となった。
2022年9月13日dミュージックにて『不動の人気を誇るロングヒットアルバム』に掲載された。

2023年12月現在、ビルボード・ジャパン歴代登場週数ランキングの総合アルバム部門で歴代9位となっている。
2025年Billboard JAPAN Download Albums(2025年1月8日付)で、2024年12月30日に放送された「第66回輝く!日本レコード大賞」に21年ぶりに出演し、特別賞を受賞した影響で、10位につけた。
2025年1月8日ビルボード・ジャパンHot Albumで10位を獲得。
更に1月22日には、9位を獲得し、
再々ロングヒットとなっている。

## 収録曲

### CD
全曲作詞：ayumi hamasaki

#### Disc 1
1. poker face [4:45]
作曲：Yasuhiko Hoshino / 編曲：Akimitsu Homma
1stシングル。
2. YOU [4:08]
作曲：Yasuhiko Hoshino / 編曲：Akimitsu Homma
2ndシングル。
3. Trust [4:51]
作曲：Takashi Kimura / 編曲：Akimitsu Homma、Takashi Kimura
3rdシングル。
4. For My Dear... [4:35]
作曲・編曲：Yasuhiko Hoshino
4thシングル。
5. Depend on you [4:23]
作曲：Kazuhito Kikuchi / 編曲：Akimitsu Homma、Takashi Morio
5thシングル。
6. WHATEVER [5:34]
作曲：Kazuhito Kikuchi / 編曲：Izumi "D・M・X" Miyazaki
6thシングル。シングルバージョン(version M)はアルバム初収録。
7. LOVE〜Destiny〜 [4:59]
作曲：TSUNKU / 編曲：Shingo Kobayashi、Yasuaki Maejima
7thシングル。
8. TO BE [5:21]
作曲：D・A・I / 編曲：Naoto Suzuki、D・A・I
8thシングル。シングルバージョンはアルバム初収録。
9. Boys & Girls [3:58]
作曲：D・A・I / 編曲：Naoto Suzuki、D・A・I
9thシングル。
10. monochrome [4:33]
作曲：D・A・I / 編曲：Naoto Suzuki、D・A・I
10thシングル「A」収録曲。シングルバージョンはアルバム初収録。
11. appears [5:40]
作曲：Kazuhito Kikuchi / 編曲：HΛL
11thシングル。2ndアルバム『LOVEppears』に収録されたバージョン。
12. kanariya [3:08]
作曲：Yasuhiko Hoshino / 編曲：CPM-MARVIN
12thシングル。2ndアルバム『LOVEppears』に収録されたバージョンのRadio Edit(このバージョンはアルバム初収録)。
13. Fly high [4:10]
作曲：D・A・I / 編曲：HΛL
13thシングル。2ndアルバム『LOVEppears』に収録されたバージョン。
14. vogue [4:30]
作曲：Kazuhito Kikuchi / 編曲：Naoto Suzuki、Kazuhito Kikuchi
14thシングル。
15. Far away [5:33]
作曲：Kazuhito Kikuchi、D・A・I / 編曲：HΛL
15thシングル。

#### Disc 2
1. SEASONS [4:25]
作曲：D・A・I / 編曲：Naoto Suzuki
16thシングル。
2. SURREAL [4:43]
作曲：Kazuhito Kikuchi / 編曲：HΛL
17thシングル。
3. AUDIENCE [4:09]
作曲：D・A・I / 編曲：HΛL
18thシングル。シングルバージョン(Dave Ford Mix)はアルバム初収録。
4. ℳ [4:31]
作曲：CREA / 編曲：HΛL
19thシングル。ミックス変更により間奏のギターソロがなくなっている。
5. evolution [4:45]
作曲：CREA / 編曲：HΛL
20thシングル。
6. NEVER EVER [4:43]
作曲：CREA / 編曲：CHOKKAKU
21stシングル。
7. Endless sorrow [5:29]
作曲：CREA / 編曲：CMJK、Junichi Matsuda
22ndシングル。
8. UNITE! [5:03]
作曲：CREA / 編曲：HΛL
23rdシングル。
9. Dearest [5:36]
作曲：CREA + D・A・I / 編曲：Naoto Suzuki
24thシングル。
10. Daybreak [4:51]
作曲：CREA + D・A・I + Junichi Matsuda / 編曲：tasuku
25thシングル。4thアルバム『I am...』に収録されたバージョン。
11. Free & Easy [5:02]
作曲：CREA + D・A・I / 編曲：HΛL
26thシングル。
12. independent [4:58]
作曲：CREA + D・A・I / 編曲：tasuku
27thシングル「H」収録曲。
13. Voyage [5:10]
作曲：CREA + D・A・I / 編曲：Ken Shima
28thシングル。
14. ourselves [4:36]
作曲：BOUNCEBACK / 編曲：CMJK
29thシングル「&」収録曲。
15. forgiveness [5:48]
作曲：CREA + D・A・I / 編曲：CMJK
30thシングル。本作で初CD-DA化となった。

#### Disc 3
1. No way to say [4:44]
作曲：BOUNCEBACK / 編曲：HΛL
31stシングル。
2. Moments [5:32]
作曲：Tetsuya Yukumi / 編曲：HIKARI
32ndシングル。
3. INSPIRE [4:35]
作曲：Tetsuya Yukumi / 編曲：HΛL
33rdシングル。
4. CAROLS [5:31]
作曲：Tomoya Kinoshita / 編曲：CMJK
34thシングル。
5. STEP you [4:28]
作曲：Kazuhiro Hara / 編曲：CMJK
35thシングル。
6. fairyland [5:20]
作曲：tasuku / 編曲：HΛL
36thシングル。
7. HEAVEN [4:21]
作曲：Kazuhito Kikuchi / 編曲：Yuta Nakano + KZB
37thシングル。
8. Bold & Delicious [4:43]
作曲：GEO of SWEETBOX / 編曲：CMJK
38thシングル。
9. Startin' [4:20]
作曲：Kazuhiro Hara / 編曲：CMJK
39thシングル。
10. BLUE BIRD [4:10]
作曲：D・A・I / 編曲：HΛL
40thシングル。
11. glitter [4:53]
作曲：Kazuhiro Hara / 編曲：HΛL
41stシングル。
12. talkin' 2 myself [4:55]
作曲：Yuta Nakano / 編曲：HΛL
42ndシングル。
13. Mirrorcle World [5:21]
作曲・編曲：Yuta Nakano
43rdシングル。アルバム初収録。
音源自体はシングルバージョンと同一だが、曲終了後の無音部分がオリジナルよりも5秒ほど長くなっている。
14. [bonus track]
  - Who... (10th Anniversary version) [5:36]
    - 作曲：Kazuhito Kikuchi / 編曲：Naoto Suzuki
    - 2ndアルバム『LOVEppears』収録曲の新録音。日本版のみのボーナストラック。

  - Who... (Chinese version)
    - アジア版のみのボーナストラック。全コーラスが中国語となっている。

### DVD
Limited TA Live Tour （ZEPP TOKYO/2003.5.27）
1. Real me
2. poker face
3. Depend on you
4. TO BE
5. YOU
6. Dolls
7. A Song for ××
8. SURREAL
9. evolution
10. RAINBOW

a-nation'02 （お台場野外特設会場/2002.9.1）
1. evolution
2. HANABI
3. Voyage

a-nation'03 （お台場野外特設会場/2003.8.31）
1. forgiveness
2. Boys & Girls

a-nation'04 （国営昭和記念公園野外特設会場/2004.8.29）
1. GAME
2. Moments
3. Greatful days

a-nation'05 （東京都・味の素スタジアム/2005.8.21）
1. fairyland
2. is this LOVE?

a-nation'06 （味の素スタジアム/2006.8.27）
1. UNITE!
2. A Song for ××

a-nation'07 （味の素スタジアム/2007.8.26）
1. until that Day...
2. July 1st
3. Boys & Girls